# وین روتلج
وین روتلج (انگلیسی: Wayne Routledge؛ زادهٔ ۷ ژانویهٔ ۱۹۸۵) یک بازیکن فوتبال اهل انگلستان است.